# Əhmədli (Daşkəsən)
Əhmədli è un comune dell'Azerbaigian situato nel distretto di Daşkəsən.